# سرگئی خاچاتریان
سرگئی خاچاتریان (ارمنی: Սերգեյ Խաչատրյան؛ زادهٔ ۵ آوریل ۱۹۸۵) یک نوازنده ویولن اهل ارمنستان است؛ که از سال ۱۹۹۳ در آلمان زندگی می‌کند.
اولین هنرنمایی اجرای ویولن کنسرتو اثر لودویگ فان بتهوون در تاریخ ۴ اوت ۲۰۰۶ در تالار دیوید گفن در نیویورک سیتی بود. در ژوئن ۲۰۱۳ به همراه ارکستر سموفنیک سیاتل، ویولن کنسرتو شماره یک اثر دمیتری شوستاکوویچ را به رهبری لودویک مورلو اجرا نمود.

## جوایز و افتخارات
وی برندهٔ جوایزی همچون هنرمند مردمی ارمنستان و مدال موسس خورناتسی در سال ۲۰۰۸ شده‌است.
- The Best Young Musician of the World